# Arquidiocese de Hobart
A Arquidiocese de Hobart (Archidiœcesis Hobartensis) é uma circunscrição eclesiástica da Igreja Católica situada em Hobart, Austrália. Seu atual arcebispo é Julian Charles Porteous. Sua Sé é a Catedral de Santa Maria de Hobart.
Possui 27 paróquias servidas por 49 padres, contando com 519 050 habitantes, com 17,3% da população jurisdicionada batizada (89 800 batizados).

## História
O Vicariato Apostólico de Hobart foi erigido em 5 de abril de 1842 com o breve Ex debito do Papa Gregório XVI, recebendo seu território do Vicariato Apostólico da Nova Holanda e da Terra de Van Diemen (atual Arquidiocese de Sydney).
Naquele mesmo ano, em 22 de abril, o vicariato apostólico foi elevado a uma diocese, tornando-se parte da nova província eclesiástica da Arquidiocese de Sydney.
Em 31 de março de 1874 torna-se sufragânea da Arquidiocese de Melbourne.
Em 3 de agosto de 1888 a diocese foi elevada à categoria de Arquidiocese.
Recebeu a visita apostólica do Papa João Paulo II em novembro de 1986.

## Prelados
|                     | Nome                     | Período    | Notas                                    |
| Arcebispos          | Arcebispos               | Arcebispos | Arcebispos                               |
| ------------------- | ------------------------ | ---------- | ---------------------------------------- |
| 11º                 | Anthony John Ireland     | 2025-      | Atual                                    |
| 10º                 | Julian Charles Porteous  | 2013-2025  |                                          |
| 9º                  | Adrian Leo Doyle         | 1999-2013  |                                          |
| 8º                  | Joseph Eric D'Arcy †     | 1988-1999  |                                          |
| 7º                  | Guilford Clyde Young †   | 1955-1988  |                                          |
| 6º                  | Ernest Victor Tweedy †   | 1942-1955  |                                          |
| 5º                  | Justin Daniel Simonds †  | 1937-1942  | Nomeado Arcebispo coadjutor de Melbourne |
| 4º                  | William Hayden †         | 1930-1936  |                                          |
| 3º                  | William Barry †          | 1926-1929  |                                          |
| 2º                  | Patrick Delany †         | 1907-1926  |                                          |
| 1º                  | Daniel Murphy †          | 1888-1907  |                                          |
| Arcebispo-coadjutor |                          |            |                                          |
|                     | Adrian Leo Doyle         | 1997-1999  |                                          |
|                     | William Barry            | 1919-1926  |                                          |
|                     | Patrick Delany           | 1893-1907  |                                          |
| Bispo               |                          |            |                                          |
| 2º                  | Daniel Murphy †          | 1866-1888  |                                          |
| 1º                  | Robert William Willson † | 1842-1866  |                                          |
| Bispo-coadjutor     |                          |            |                                          |
|                     | Daniel Murphy            | 1865-1866  |                                          |